# Jytte Guteland
Jytte Guteland, née le 16 septembre 1979 à Brännkyrka, est une femme politique suédoise membre du Parti social-démocrate suédois des travailleurs (SAP).
Elle est députée européenne du 1er juillet 2014 au 25 septembre 2022.